# Louis Chays
Pour les articles homonymes, voir Chaix (homonymie).
Louis Chays (ou Chaix) est un peintre français, né à Aubagne le 16 mars 1744 et mort à Paris le 4 juin 1810. Il est notamment connu pour la décoration du château Borély à Marseille.

## Biographie

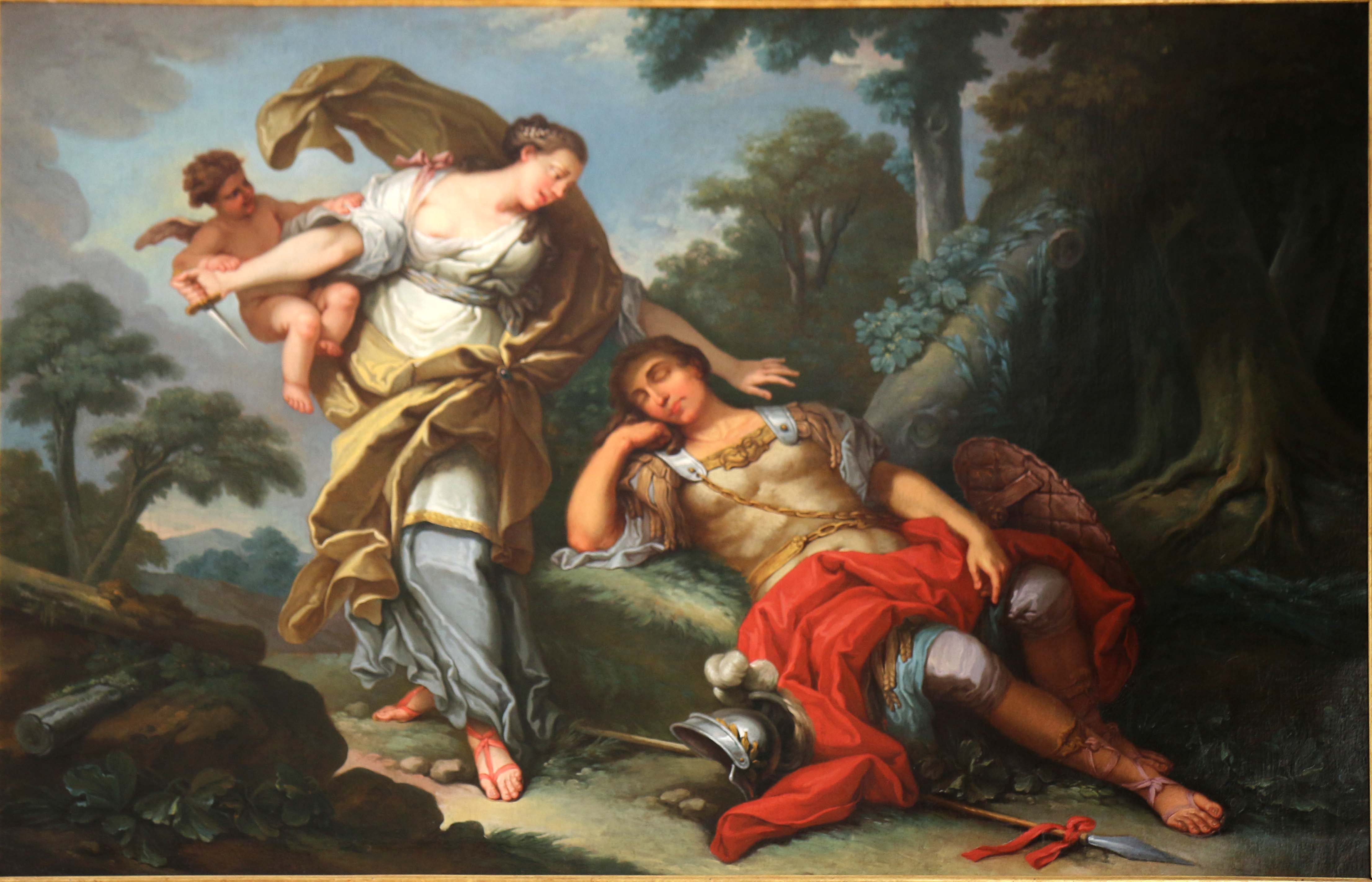
Renaud et Armide. Dessus de porte de la salle à manger du nord du château Borély, à Marseille.

Il était originaire d'Aubagne et élève de J. A. Beaufort. Il fut un acteur de la Révolution française à Marseille, notamment en participant le 30 avril 1790 à l'occupation de Notre-Dame de la Garde lors de la prise de forts marseillais par la Garde nationale.
Louis Joseph Denis Borély lui confia la décoration intérieure du château dont son père avait décidé la construction et l'envoya en Italie chercher des motifs à imiter ; il en ramena de nombreux dessins, pour la plupart réalisés à la sanguine, qui témoignent de son art de paysagiste, comme la Vue du Colisée. Il peignit pour les plafonds et les lambris du château Borély des compositions à thèmes mythologiques, comme le Char d'Apollon du plafond du grand escalier, et des paysages de ruines à l'italienne. La décoration conçue par Chaix comportait aussi des trompe-l'œil et des camaïeux.

## Œuvres répertoriées aux musées de France
- Le Triomphe de la Sainte-Croix, vers 1776–1778, étude pour le plafond de la chapelle du château Borély à Marseille (non réalisée)

## Dessins
- Vue du Colisée, pierre noire, H. 0,401 ; L. 0,537 m[6]. Paris, Beaux-Arts de Paris[7]. Cette feuille représente une partie du Colisée en ruines, vu de l'extérieur. En bas à gauche trois personnages animent ce paysage et renforcent par leur petite taille la monumentalité de l'architecture antique, envahie de végétation.
- Vue du temple de Sérapis à Pouzzoles, pierre noire, H. 0,318 ; L. 0,439 m[8]. Paris, Beaux-Arts de Paris[9]. Autrefois classé sous le nom d'Hubert Robert, ce dessin a été attribué à Louis Chaix en 2004. Sa facture se traduit par des hachures régulières, dessinant les fûts des colonnes lisses, les blocs de pierre, le chapiteau et les fragments architecturaux avec de subtiles nuances.